# Eschen (Halver)
Eschen (ⓘ) ist eine Hofschaft in Halver im Märkischen Kreis im Regierungsbezirk Arnsberg in Nordrhein-Westfalen (Deutschland).

## Lage und Beschreibung
Eschen liegt westlich des Halveraner Hauptortes südlich der Bundesstraße 229. Nachbarorte sind Niederennepe, Nonnenennepe, Büchen, Kreimendahl, Büchermühle, Schüreichhofen und Schwenke. Der Ort ist über eine Stichstraße aus Schwenke erreichbar. Bei Eschen entspringt ein Zufluss der Ennepe.

## Geschichte
Eschen wurde erstmals 1461 urkundlich erwähnt, die Entstehungszeit der Siedlung wird aber für den Zeitraum zwischen 1200 und 1300 gegen Ende der ersten großen mittelalterlichen Rodungsperiode vermutet. Eschen ist ein Abspliss von Niederennepe.
Um 1500 ist durch Urkunden belegt, dass der Hof Eschen dem bergischen Amt Beyenburg abgabenpflichtig war. Die Gerichtsbarkeit des Hofs unterstand einem extra für die bergischen Höfe im ansonsten märkisch beherrschten Kirchspiel Halver bestellten bergischem Richter, was häufig zu Streit mit dem für das Kirchspiel eigentlich zuständigen märkischen Gografen führte.
1818 lebten 21 Einwohner im Ort. 1838 gehörte Eschen der Eickhöfer Bauerschaft innerhalb der Bürgermeisterei Halver an. Der laut der Ortschafts- und Entfernungs-Tabelle des Regierungs-Bezirks Arnsberg als Hof kategorisierte Ort besaß zu dieser Zeit vier Wohnhäuser, eine Fabrik bzw. Mühle und vier landwirtschaftliche Gebäude. Zu dieser Zeit lebten 30 Einwohner im Ort, allesamt evangelischen Glaubens.
Das Gemeindelexikon für die Provinz Westfalen von 1887 gibt eine Zahl von 24 Einwohnern an, die in vier Wohnhäusern lebten.